# Glaciar Fox
El glaciar Fox (en maorí: Te Moeka o Tuawe; oficialmente, Fox Glacier / Te Moeka o Tuawe) es un glaciar marítimo templado de 13 km de longitud situado en el Parque Nacional de Westland Tai Poutini, en la costa oeste de la isla Sur de Nueva Zelanda. Al igual que el cercano glaciar Franz Josef, el glaciar Fox es uno de los más accesibles del mundo, con una cara terminal a 300 m sobre el nivel del mar, cerca del pueblo de Fox Glacier. Es una importante atracción turística y unas 1.000 personas lo visitan a diario en temporada alta. 

## Nombres
El glaciar es conocido por los maoríes como Te Moeka o Tuawe ("El lecho de Tuawe"). Según la tradición oral, a Hine Hukatere le encantaba escalar en las montañas y convenció a su amante Tuawe para que escalara con ella. Tuawe era un escalador menos experimentado que Hine Hukatere, pero le encantaba acompañarla, hasta que una avalancha lo arrastró desde las cumbres hasta la muerte. El corazón de Hine Hukatere se rompió y sus lágrimas, muchas, corrieron montaña abajo. Rangi, el Padre del Cielo, se apiadó de ella y las congeló para formar el glaciar conocido ahora como Franz Josef; el glaciar conocido ahora como Fox marca el lugar de descanso de Tuawe.
En 1857, los maoríes condujeron a Pākehā Leonard Harper y Edwin Fox a ambos glaciares, los primeros europeos que los vieron. En 1865, el geólogo alemán Julius von Haast fue el primero en explorar y topografiar los glaciares de la cabecera de este valle, y los bautizó Victoria y Alberto, en honor a la reina y su consorte. El glaciar Victoria conservó su nombre, pero la parte inferior del glaciar Alberto fue rebautizada en 1872 tras una visita del entonces primer ministro de Nueva Zelanda, Sir William Fox.
El propio explorador Charlie Douglas ya había visitado el glaciar en la década de 1860, en busca de una vaca. "En aquellos tiempos no prestaba mucha atención a los glaciares", escribió más tarde.
Con la aprobación de la Ley de Resolución de Reclamaciones Ngāi Tahu de 1998, el nombre del glaciar cambió de nuevo a Fox Glacier / Te Moeka o Tuawe.

## Geografía

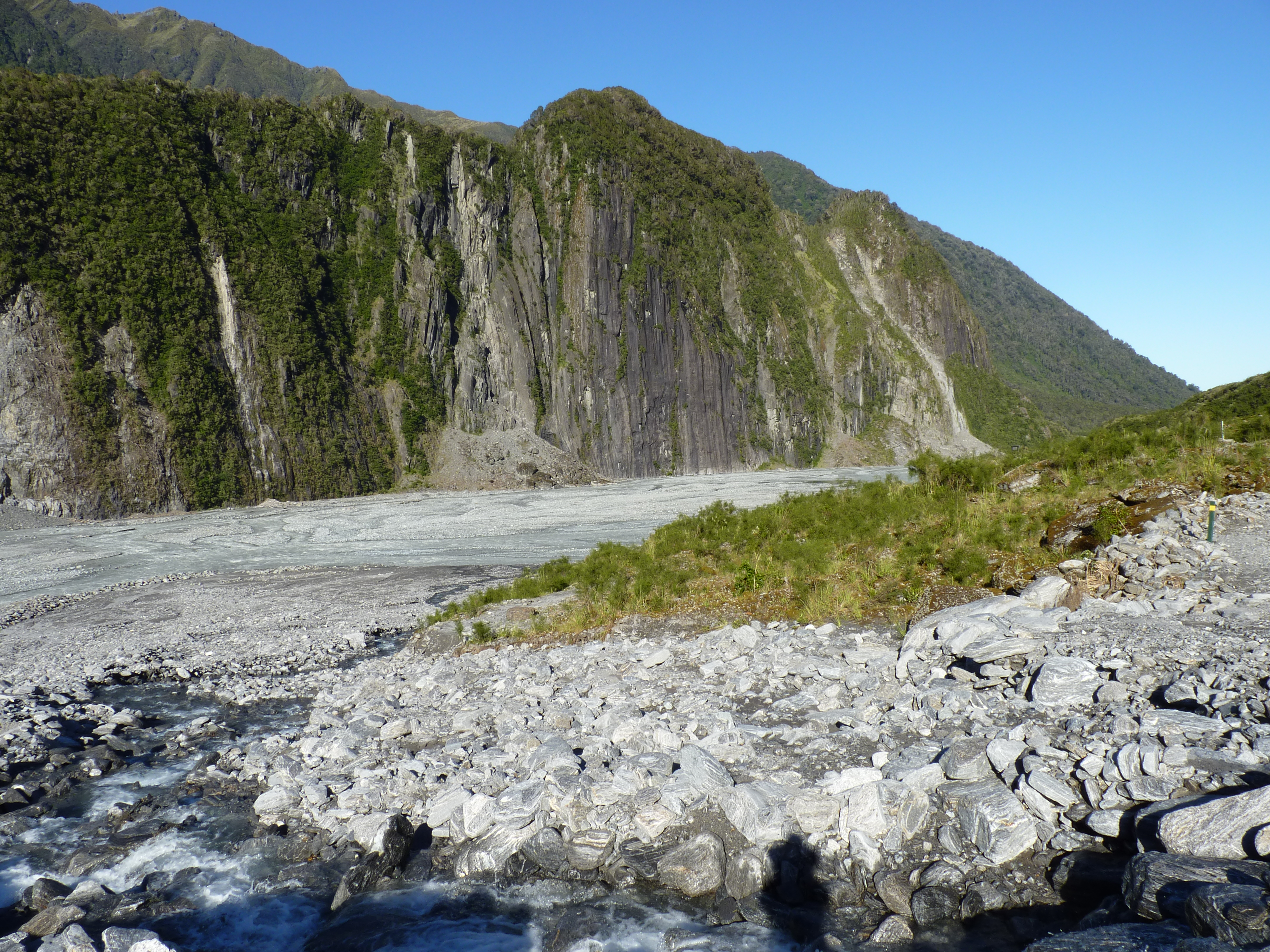
Valle del río Fox aguas abajo del glaciar

Alimentado por cuatro glaciares alpinos, el glaciar Fox desciende 2.600 m en su recorrido de 13 km desde los Alpes del Sur hacia la costa, terminando cerca de la selva tropical a 300 metros sobre el nivel del mar. Tras retroceder durante la mayor parte de los 100 años anteriores, avanzó entre 1985 y 2009. En 2006, el ritmo medio de avance era de aproximadamente un metro a la semana. En enero de 2009, la cara terminal del glaciar seguía avanzando y sus caras verticales o salientes se derrumbaban con regularidad. Desde entonces se ha producido un retroceso significativo, con el nivel máximo de 2009 claramente visible como línea de vegetación en la ladera sur sobre lo que queda del glaciar inferior en la actualidad.

El desbordamiento del glaciar forma el río Fox. Durante la última glaciación, su hielo llegó más allá de la costa actual, y el glaciar dejó tras de sí muchas morrenas durante su retirada. El lago Matheson se formó en una de ellas. 

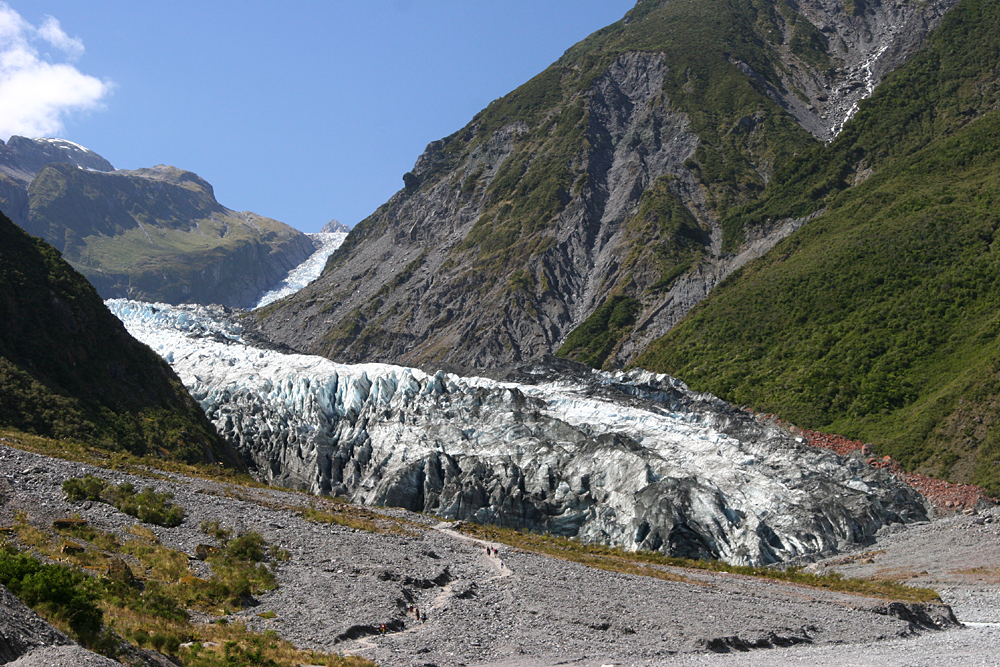
2007
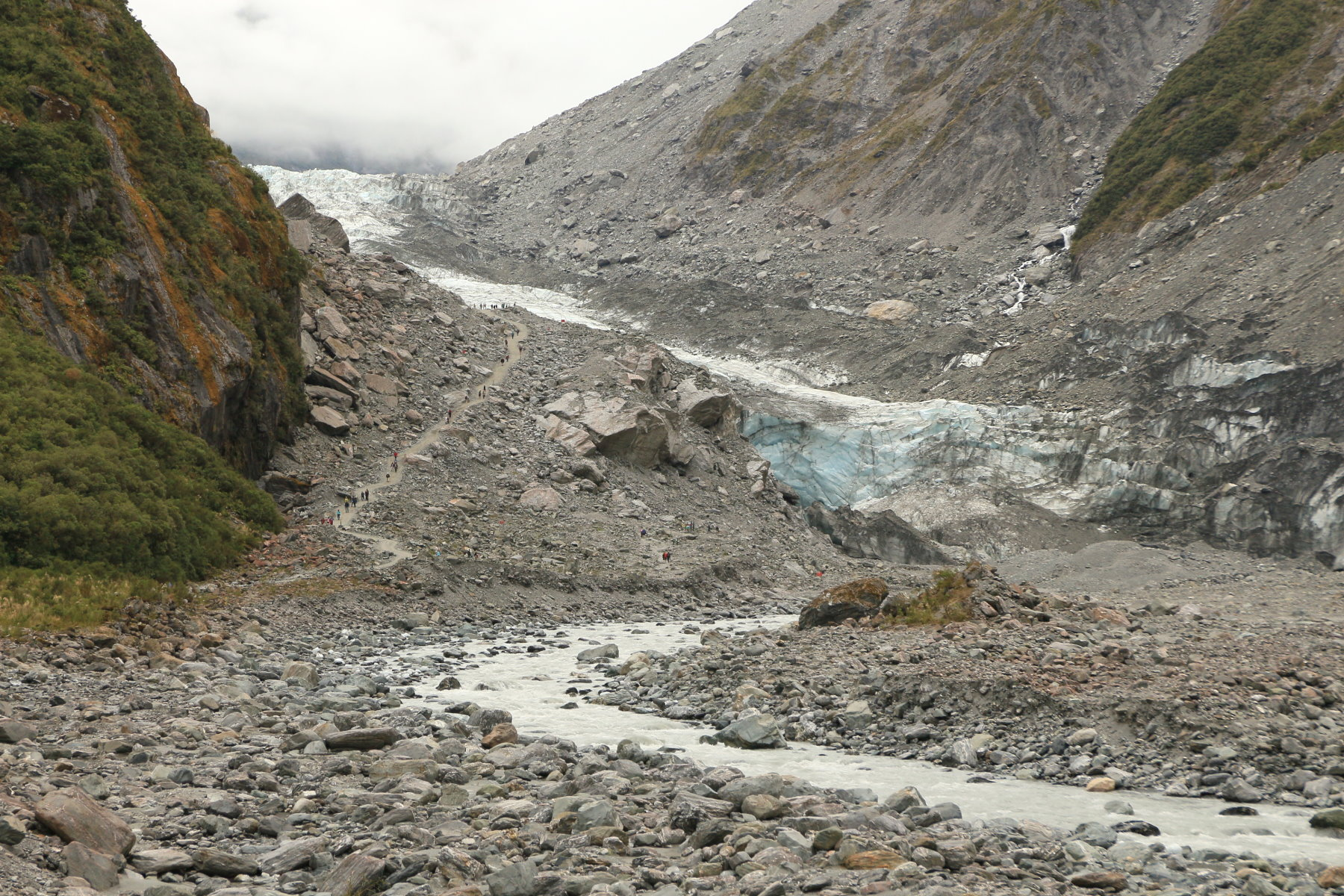
2013
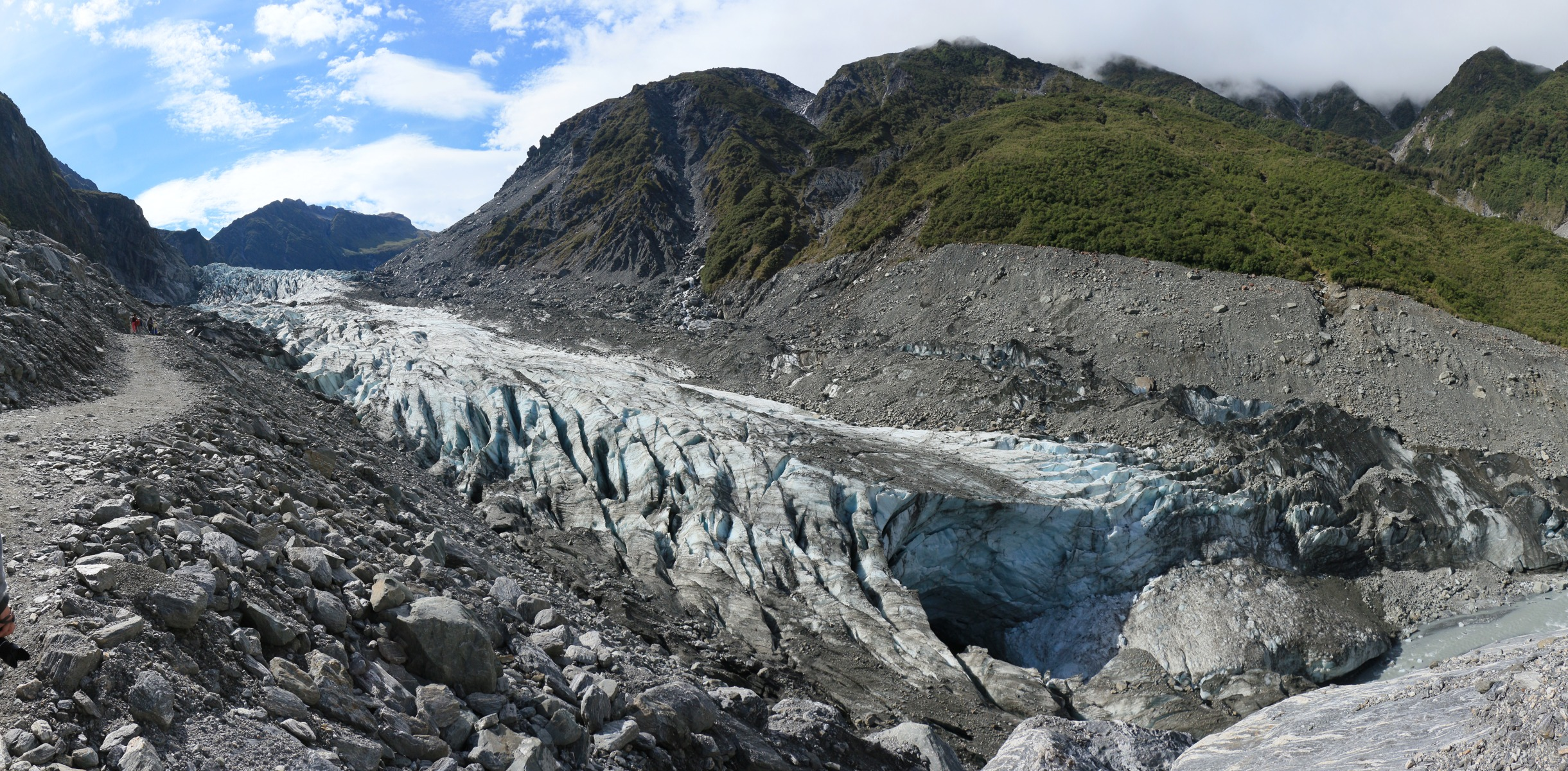
2013, que muestra la altura máxima del glaciar alcanzada en torno a 2009.
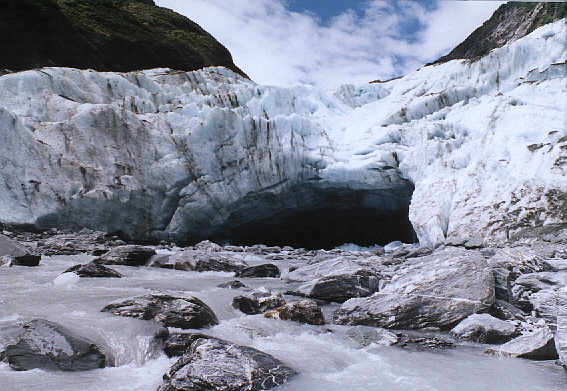
El río Fox emergiendo de la terminación del glaciar